# Магдалена Сибилла Саксен-Вейсенфельская
Магдалена Сибилла Саксен-Вейсенфельская (нем. Magdalena Sibylla von Sachsen-Weißenfels; 2 сентября 1648, Галле — 7 января 1681, Гота) — принцесса Саксен-Вейсенфельская и Кверфуртская из альбертинской линии Веттинов, в замужестве герцогиня Саксен-Гота-Альтенбургская.

## Биография
Магдалена Сибилла — старшая дочь герцога Августа Саксен-Вейсенфельского и его супруги Анны Марии Мекленбург-Шверинской, дочери герцога Адольфа Фридриха I Мекленбург-Шверинского. Названа в честь бабушки по отцовской линии, курфюрстины Саксонии Магдалены Сибиллы Прусской.
14 ноября 1669 года Магдалена Сибилла вышла замуж за наследного принца Саксен-Готского Фридриха I, который служил наместником отца в Альтенбурге, а с 1674 года правил в Саксен-Гота-Альтенбурге в качестве принц-регента, а с 1675 года — в качестве герцога. Магдалена Сибилла умерла в возрасте 32 лет и была похоронена в княжеской усыпальнице замковой церкви во Фриденштайне.

## Потомки
- Анна София (1670—1728), замужем за князем Людвигом Фридрихом I Шварцбург-Рудольштадтским, 13 детей
- Магдалена Сибилла (1671—1673)
- Доротея Мария (1674—1713), замужем за герцогом Эрнст Людвиг I Саксен-Мейнингенским, 5 детей
- Фридерика (1675—1709), замужем за князем Иоганном Августом Ангальт-Цербстским, брак бездетный
- Фридрих II (1676—1732), герцог Саксен-Гота-Альтенбургский, женат на Магдалене Августе Ангальт-Цербстской, 20 детей
- Иоганн Вильгельм (1677—1707), не женат, бездетен
- Елизавета (1679—1680) - умерла во младенчестве
- Иоганна (1680—1704), замужем за герцогом Адольфом Фридрихом II Мекленбург-Стрелицким, 5 детей